# Слабый герой
«Слабый герой» (кор. 약한영웅) — южнокорейская веб-дорама в жанре экшена и драмы 2023 года с Пак Чи Хуном в главной роли, основанная на одноимённом вебтуне авторов Seopass и Ким Джин Сок. Премьера первого сезона (первый класс) состоялась на Wavve 18 ноября 2022 года, а второй сезон (второй класс) был выпущен на Netflix 25 апреля 2025 года.

## Сюжет
Невысокий спокойный старшеклассник Ён Си Ын входит в 1% лучших учеников своего класса и не интересуется ничем, кроме учёбы. Несмотря на физическую слабость, он не отступает перед хулиганами в своём классе во главе с Чон Ён Бином. Используя свои быстрые навыки принятия решений, знание множества предметов и обстановки вокруг, Си Ын защищает себя от всё возрастающих актов насилия. Но когда он попадает в серьёзную опасность, ему на помощь приходят сильнейший боец в классе Ан Су Хо и сын депутата О Бом Сок. Эти трое становятся друзьями, пытаясь выжить в полной насилия школьной жизни и понять, что значит быть сильным на самом деле.

## В ролях

### В главных ролях

#### С первого сезона
- Пак Чи Хун в роли Ён Си Ына[2]

- Чан Джэ Ха в роли юного Ён Си Ына

Образцовый ученик, один из лучших в своём классе, которого интересует только учёба. Он физически слаб, поэтому защищает себя быстрыми аналитическими способностями, знанием физики и пониманием окружения. Имеет апатичное выражение лица. Дотошный и обычно тихий, но говорит прямо и резко, что может некоторых задеть. Когда главный хулиган класса нападает на него из зависти, он не отступает и оказывается втянутым в паутину эскалации насилия. Вскоре получает неожиданную помощь от Су Хо и Бом Сока, которые становятся его союзниками и лучшими друзьями.
- Чхве Хён Ук в роли Ан Су Хо[4]

Свободолюбивый парень и сильнейший боец в классе. Школа его не особо волнует, и он приходит туда каждый день только потому, что дал бабушке обещание закончить её с идеальной посещаемостью. Работая по ночам водителем-доставщиком в семейном ресторане, он часто спит на уроках. Когда-то он тренировался, чтобы стать бойцом ММА. Он преданный и добрый, но вспыльчивый. Часто использует свою силу и боевые навыки для разрешения разногласий. После того, как Бом Сок убеждает его помочь Си Ыну, трое парней становятся хорошими друзьями.
- Хон Гён в роли О Бом Сока[6][7]

Слабый и робкий мальчик, который хочет стать сильным, как люди вокруг него. Его безжалостно мучили хулиганы в его бывшей школе, вынудив перевестись. Он приёмный сын богатого члена Национального собрания, но переживает бурную домашнюю жизнь из-за физического и эмоционального насилия со стороны своего отца. Изначально Ён Бин запугивает его, чтобы вынудить помочь ему издеваться над Си Ыном, однако позже Бом Сок помогает Си Ыну из-за чувства вины и уговаривает Су Хо пойти с ним. Хотя все трое становятся друзьями и союзниками, комплекс неполноценности Бом Сока грозит разорвать их дружбу.
- Ю Су Бин в роли Чхве Хё Мана[9][10][11]

Хулиган школы Бёксан, ставший впоследствии главой группы хулиганов в школы Ынджан, в которую переводится и Си Ын.

#### Со второго сезона
- Рёун в роли Пак Ху Мина[12][13]

Ху Мин, также известный под прозвищем Паку, известен своей силой и чувством справедливости. Он становится одним из главных партнёров Си Ына в борьбе с насилием в школе.
- Чхве Мин Ён в роли Со Джун Тэ[14][15]

Ученик школы Ынджан, над которым часто издевались, но Си Ын вдохновил его дать отпор, и впоследствии он стала одним из союзников Си Ына в школе Ынджан.
- Ли Мин Джэ в роли Го Хён Така

Хён Так, также известный под прозвищем Готак, является верным другом Ху Мина. Он известен своей физической силой и храбростью. Поддерживает Си Ына в нескольких сражениях со школьными хулиганами.
- Пэ На Ра в роли На Бэк Джина[16][17]

Образцовый ученик старшей школы Ёил, умён и обладает хорошими боевыми навыками. Лидер Союза.
- Ли Джун Ён в роли Гым Сон Дже[18][19]

Ученик старшей школы Канхак. Сон Дже известен своей жестокостью и преданностью банде. Его присутствие обостряет конфликты, с которыми сталкивается Си Ын. Является правой рукой Бэк Джина.

### Второстепенные роли

#### Первый сезон
- Ли Ён в роли Ён И[20]

Отважная беглянка, связавшаяся с опасной бандой хулиганов. Она смелая и не стесняется мужчин, иногда даже шутит о свидании с Си Ыном. После распада банды она какое-то время живёт с Су Хо и устраивается на неполный рабочий день в ресторан. Сближаясь с Си Ыном и Су Хо, она становится объектом бурных эмоций Бом Сока.
- Син Сын Хо в роли Чон Сок Дэ[21]

Главарь банды хулиганов, который вступает в столкновение с Си Ыном и его друзьями, когда его двоюродный брат Ён Бин просит помочь отомстить Си Ыну. Он выглядит равнодушным, но на самом деле глубоко переживает за своих друзей, особенно за Ён И и самого младшего члена банды, Сон Чана.
- Ким Су Гём в роли Чон Ён Бина[22]

Садист-хулиган, напавший на Си Ына после того, как тот занял второе место в математическом конкурсе. Си Ын, казалось бы, не обращает внимания на его постоянные угрозы, но тот начинает прибегать ко всё более безрассудным и опасным методам травли. Проиграв Си Ыну свой первый бой, он вовлекает в их спор своего двоюродного брата Сок Дэ, члена банды, что запускает эффект домино и эскалацию насилия.
- Чха У Мин в роли Кан У Ёна[23]

Молодой боец смешанных единоборств, который затаил обиду на Су Хо после того, как проиграл ему поединок в средней школе.
- На Чхоль и Ким Гиль Су[24]

Безжалостный глава группировки бандитов, которые вымогают деньги у подростков с помощью мошеннического приложения для азартных игр.
- Гон Хён Чжу в роли матери Си Ына[25]

Преподаватель математики, которая редко проводит время с сыном из-за плотного графика. Си Ын часто засыпает во время её онлайн-лекций.
- Ким Сон Гюн в роли Гю Джина[26]

Отец Си Ына — тренер национальной сборной по дзюдо. Как и мать Си Ына, он почти не проводит времени с сыном из-за работы и постоянных командировок и не знает, чем тот занят.
- Чо Хан Чхоль в роли О Джин Вона[27]

Приёмный отец Бом Сока. Богатый, но жестокий и гордый депутат парламента.
- Ён Чжон Хун в роли Ли Чжон Чана[28]

Один из приспешников Ён Бина
- Хван Сон Бин в роли Хан Тэ Хуна[29]

Один из приспешников Ён Бина
- Ём Джи Ён в роли классной руководительницы
- Син Джун Чхоль в роли учителя корейской литературы
- Ким Хён в роли директора средней школы Бёксан[30]
- О Дон Мин в роли Пака, помощника О Джин Вона
- Чо Ён Гын в роли секретаря О Джин Вона
- Ли Джэ Хак в роли члена банды
- Чон Кан Хо в роли члена банды
- Ча Сон Дже в роли Сон Чана
- Чо А Ён в роли друга Чон Ён Бина
- Чан Дэ Ун в роли Ким Вон Сока
- Кан Джун Ён в роли полицейского
- Ким Тхэ Джун в роли полицейского
- Ким Хён в роли директора школы
- Пён Чжон Хи в роли бабушки Ан Су Хо

#### Второй сезон
- Юн Чон Бин в роли До Сон Мока

Член Союза.
- Ли Мён Ро в роли Бэк Дон Ха

Член Союза.
- Сон Бо Сын в роли Сокнамской гориллы

Потенциальный член Союза.
- Чо Чжон Сок в роли Чхве Чан Хи

Авторитетный гангстер, владеющий боулингом, а также промышляющий кражами и продажей мотоциклов. Он — босс Бэк Джина, который пользуется его помощью для отмывания денег.
- Чон Пэ Су в роли Пак Джин Чхоля

Отец Ху Мина, владелец ресторана, где подают жареную курицу.

## Список серий
| Сезон | Серии | Серии | Даты показа    | Даты показа    |
| ----- | ----- | ----- | -------------- | -------------- |
| 1     | 8     | 8     | 18 ноября 2022 | 18 ноября 2022 |
| 2     | 8     | 8     | 25 апреля 2025 | 25 апреля 2025 |

### Первый класс
| № общий | № в сезоне | Название   | Дата премьеры  |
| --- | ---------- | ---------- | -------------- |
| 1 | 1          | «Эпизод 1» | 18 ноября 2022 |
| Ён Си Ын полностью сосредоточен на учёбе, не проявляя никакого интереса ни к чему и ни к кому вне её. Когда задира класса Чон Ён Бин пытается его вывести из себя, Си Ын продолжает стоять на своём. Когда угрозы Ён Бина остаются неуслышанными, он изо всех сил пытается пробиться сквозь равнодушное отношение Си Ына. |            |            |                |
| 2 | 2          | «Эпизод 2» | 18 ноября 2022 |
| Победив Ён Бина в схватке, Си Ын приобретает грозную репутацию в классе. Но этого недостаточно, чтобы удержать разгневанного Ён Бина от планирования следующего нападения. Раскаивающийся О Бом Сок набирается смелости взять на себя ответственность за свои действия и помочь Си Ыну. |            |            |                |
| 3 | 3          | «Эпизод 3» | 18 ноября 2022 |
| Когда Гиль Су видит, как избивают членов его банды, он приходит в ярость и требует встречи с виновниками. Ён Бин обманывает Си Ына, Бом Сока и Су Хо и отвозит их к Гиль Су. Тот ломает руку Чон Сок Дэ и, угрожая, требует с троицы 15 миллионов вон в течение трёх дней в качестве компенсации за ранение Сок Дэ, иначе он убьёт их и их семьи. Си Ын просит совета у Ён И, а затем, используя собранную информацию, разрабатывает план против Гиль Су. |            |            |                |
| 4 | 4          | «Эпизод 4» | 18 ноября 2022 |
| План против Гиль Су проваливается, и Си Ын находит кровь Су Хо на полу в доме банды. Он зовёт на помощь Ён И, которая отправляется к Гиль Су вместе с Сок Дэ, а Си Ын следует за ними через GPS-трекер. Тем временем Су Хо и Бом Сока связывают бандиты Гиль Су. |            |            |                |
| 5 | 5          | «Эпизод 5» | 18 ноября 2022 |
| Проводя время в караоке после освобождения с друзьями, Бом Сок сталкивается с хулиганами из своей бывшей школы. Су Хо заставляет их извиниться, но Бом Сок воспринимает это как проявление жалости и недоволен тем, что тот командует им и смотрит на него свысока. Си Ын начинает беспокоиться о Бом Соке, когда тот становится всё более замкнутым и, кажется, неуравновешенным. |            |            |                |
| 6 | 6          | «Эпизод 6» | 18 ноября 2022 |
| Бомсок подружился с Чон Чаном и Тэ Хуном, начал ходить с ними в бары и сам стал хулиганом. Си Ын считает, что Чон Чан и Тэ Хун используют его из-за его богатства, а Бом Сок ведёт себя так только потому, что одинок и неуверен в себе. Он хочет помочь Бом Соку, но Су Хо считает, что тот уже достаточно натворил. Напряжение между Бом Соком и Су Хо растёт, пока Бом Сок не платит бойцу Кан У Ёну, чтобы тот избил Су Хо в его день рождения. |            |            |                |
| 7 | 7          | «Эпизод 7» | 18 ноября 2022 |
| Си Ын и Ён И планируют вечеринку по случаю дня рождения Су Хо, когда Ён И получает сообщение от Бом Сока, который говорит, что ему нужна её помощь, чтобы извиниться перед Су Хо. Однако это уловка, чтобы заманить Су Хо. Вскоре он посылает последнему фотографию похищенной Ён И. Однако Си Ын видит фото вместо Су Хо и идёт спасать её. В борьбе он получает серьёзное ранение, но не говорит Су Хо. Когда в конце концов Су Хо узнаёт, он противостоит Бом Соку и его друзьям, который снова платит У Ёну, чтобы избить Су Хо. Су Хо берёт верх в битве, но Тэ Хун сбивает его с ног. Все хулиганы, включая Бом Сока и У Ёна, набрасываются на сбитого Су Хо, таким образом избивая его до состояния комы. |            |            |                |
| 8 | 8          | «Эпизод 8» | 18 ноября 2022 |
| Си Ын и Ён И беспокоятся, долго не имея возможности связаться с Су Хо. В разгар экзаменов Си Ын узнаёт шокирующую новость о случившемся и отправляется мстить Ён Бину, У Ёну, Бом Соку и их друзьям. Тем временем отец Бом Сока пытается скрыть инцидент, отправив Бом Сока за границу. Су Хо всё ещё находится в коме, а сезон заканчивается переводом Си Ына в другую школу, где она сталкивается со старым знакомым, Чхве Хё Маном. |            |            |                |

### Второй класс
| № общий | № в сезоне | Название   | Дата премьеры  |
| --- | ---------- | ---------- | -------------- |
| 9 | 1          | «Эпизод 1» | 25 апреля 2025 |
| Си Ын имеет проблемы со сном. Время от времени он навещает Су Хо в больнице. Джун Тэ крадёт телефон Си Ына по заданию Хё Мана, а Си Ын называет его трусом. После разговора с ним, Джун Тэ возвращает все телефоны, которые он и его друзья украли, но Хё Ман, узнав об этом, начинает его избивать. Си Ын останавливает драку, говоря Хё Ману «не переходить черту». |            |            |                |
| 10 | 2          | «Эпизод 2» | 25 апреля 2025 |
| Хё Ман начинает избивать Си Ына, но тот встаёт вновь и вновь. Готак узнаёт о том, что происходит, и останавливает драку, запугивая Хё Мана. Затем Готак узнаёт слухи о том, почему Си Ыну пришлось перевестись в новую школу, но он, по-видимому, не верит в это. Хё Ман замышляет спровоцировать драку между Си Ыном и Готаком. Он говорит Си Ыну, что Готак хочет драться с ним, уничтожает клуб баскетбольной команды Готака и запирает Джун Тэ в шкафчике клуба. Си Ын освобождает его из шкафчика, а Хё Ман говорит Готаку, что Си Ын хочет поговорить с ним в клубе. Когда Си Ын выходит из клуба, Готак видит, что он разрушен. Из-за провокации происходит драка между Готаком и Си Ыном, после чего банда Хё Мана нападает на обоих. Вскоре появляется парень с красными волосами, останавливающий драку. |            |            |                |
| 11 | 3          | «Эпизод 3» | 25 апреля 2025 |
| Паку спасает Готака, Си Ына и Джун Тэ, побеждая Хё Мана и его банду, а Готак извиняется перед Си Ыном за недопонимание. На следующий день Си Ын, Готак, Джун Тэ и Паку отправляются в наказание за драку на общественные работы. В туалете на Си Ына нападает Сон Дже, после чего последний вступает в конфронтацию с Паку. Паку узнаёт о потасовке Си Ына и Сон Дже и немедленно бежит проверить Си Ына. В то же время На Бэк Джин, подобно Си Ыну, использует свои навыки, чтобы выиграть драку против Хё Мана и его банды. Си Ын навещает прибывающего в коме Су Хо и сталкивается с Сон Дже в больнице, который начинает игриво угрожать ему. |            |            |                |
| 12 | 4          | «Эпизод 4» | 25 апреля 2025 |
| 13 | 5          | «Эпизод 5» | 25 апреля 2025 |
| 14 | 6          | «Эпизод 6» | 25 апреля 2025 |
| 15 | 7          | «Эпизод 7» | 25 апреля 2025 |
| 16 | 8          | «Эпизод 8» | 25 апреля 2025 |

## Производство
Jaedam Media объявила в мае 2021 года, что они достигли соглашения с Playlist Studio о совместном производстве драматической адаптации популярного вебтуна Naver «Слабый герой». Позже было подтверждено, что Shortcake, студия, соучредителем которой является режиссёр и сценарист Хан Джун Хи (известный по работе на дорамой «Охотник за дезертирами»), также будет продюсировать драму. Ю Су Мин, недавно победивший в номинации «Лучший фильм» на фестивале короткометражных фильмов Mise-en-scène, будет режиссировать и писать сценарий, в то время как Хан будет выступать в качестве креативного директора. Что касается хореографии действий и трюков, режиссёром будет постановщик боевых искусств Хо Мён Хэн («Винченцо»), а Ан Джи Хе («Игра в кальмара») будет выступать в качестве арт-директора. Оригинальный саундтрек спродюсирован Праймари (Primary).
Чтобы создать мрачную и холодную атмосферу, которой славится главный герой, Пак Чи Хун вдохновлялся игрой Вон Бина в «Человеке из ниоткуда» (2010), а также Квон Сан У в «Однажды в школе» (2004). Кульминационный момент в конце восьмого эпизода — прямая дань уважения финальной сцене из последнего. Пак также похудел на 5 килограмм мышечной массы, чтобы добиться ослабленного вида Си Ына. Актёрский состав несколько месяцев вместе посещал школу боевых искусств, чтобы они могли спокойно сниматься в интенсивных боевых сценах.